# Benzamida
Benzamida é um sólido esbranquiçado com a fórmula química C6H5CONH2. É um derivado do ácido benzóico. É levemente solúvel em água e solúvel em muitos solventes orgânicos.

## Derivados
Existem um grande número de benzamidas substituídas, incluindo compostos importantes, como:

### Analgésicos
- Etenzamida
- Salicilamida

### Antieméticos / Procinéticos
- Alizaprida
- Bromoprida
- Cinitaprida
- Cisaprida
- Cleboprida
- Dazoprida
- Domperidona
- Itoprida
- Metoclopramida, incluindo seu cloridrato, utilizado na formulação de xaropes.[2]
- Mosaprida
- Prucaloprida
- Renzaprida
- Trimetobenzamida
- Zacoprida

### Antipsicóticos
- Amisulpride
- Nemonapride
- Remoxipride
- Sulpirida
- Sultoprida
- Tiaprida

### Outros
- DEET, N,N-dietil-meta-toluamida ou N,N-dietil-3-metilbenzamida, um repelente de insetos.
- Entinostat
- Eticlopride
- Mocetinostat
- Racloprida